# Juan Bautista (judoka)
Juan Bautista es un deportista dominicano que compitió en judo. Ganó una medalla de oro en el Campeonato Panamericano de Judo de 1999, en la categoría de –55 kg.

## Palmarés internacional
| Campeonato Panamericano | Campeonato Panamericano | Campeonato Panamericano | Campeonato Panamericano |
| Año                     | Lugar                   | Medalla                 | Categoría               |
| ----------------------- | ----------------------- | ----------------------- | ----------------------- |
| 1999                    | Montevideo (Uruguay)    | Medalla de oro          | –55 kg                  |